# Prágai főpályaudvar
A prágai főpályaudvar (csehül Praha hlavní nádraží, a helyiek körében gyakran csak hlavák) Prága központi átmenő pályaudvara. 1871 és 1919 között a Nádraží císaře Františka Josefa (Ferenc József császár pályaudvar), 1919 és 1940, valamint 1945 és 1953 között a Praha Wilsonovo nádraží (Thomas Woodrow Wilson amerikai elnök) nevet viselte. Ez a város legnagyobb és legforgalmasabb vasútállomása naponta több mint 71.000 utassal. Josef Fanta építész építette, 1871-ben nyílt meg. Jelentősebb felújítását 2006 és 2012 között végezték el. Érdekesség, hogy a pályaudvar három prágai kerület (1, 2, 3) határán fekszik.
Naponta átlagosan 610 vonat érinti az állomást, számosnak ez a végállomása. A Magyarországról illetve Magyarországra közlekedő EuroCity vonatoknak is ez a vég- illetve kiindulási állomása. A prágai C metróvonal Hlavní nádraží nevű állomása a főpályaudvar alatt található. 2014-ben több mint 53 millió utast kezelt.

## Történet
A mai pályaudvar helyén először 1871-ben épült állomás a Bécsből České Budějovicén át Észak felé haladó Ferenc József vasút útvonalán, és innen is kapta az első nevét az állomás (Nádraží císaře Františka Josefa). Ezt az épületet Vojtech Ignaz Ullmann és Anton Viktor Barvitius tervezték. Az art neuveau állomásépület és a csarnok 1901 és 1909 között épült a cseh építész, Josef Fanta tervei alapján, a korábbi neoreneszánsz állomásépület helyén. Az első világháborút követően az állomás nevet változtatott, és felvette az akkori amerikai elnök, Thomas Woodrow Wilson nevét (Wilsonovo nádraží). A német megszállás alatt és 1953-tól azonban már csak szimplán főpályaudvarnak (Hlavní nádraží) hívják. 1972 és 1979 között az állomás egy új utascsarnokkal bővült, amiben helyet kapott a metróállomás és egy közúti bejárat is a legfelső szinten, majd 1994-ben megépültek az 5-ös, 6-os és 7-es peronok. 2009-ben az 1-es peronon szobrot emeltek Nicholas Winton tiszteletére, aki a második világháborúban 669 gyermeket menekített ki a városból Londonba. 2011-ben az állomás részlegesen fel lett újítva a Grandi Stazioni (a Ferrovie dello Stato épületüzemeltetési leányvállalata) által, megkötve ezzel egy 30 éves szerződést, ám 2016-ban mégis elbukták, mivel a pályaudvar történelmi részét a sokadik határidőre sem tudták befejezni.

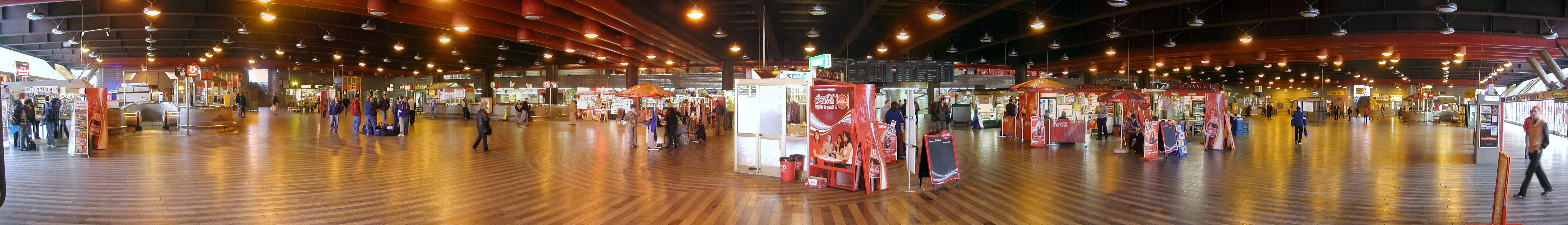
Panorámakép a csarnokról

## Forgalom

### Belföldi távolsági járatok
| Vonalszám | Útvonal                                                           | Gyakoriság                                               |
| --------- | ----------------------------------------------------------------- | -------------------------------------------------------- |
| Ex1 SCP   | Prága – Ostrava – Třinec / Opava                                  | Kétóránként + páratlan órában SuperCity Prága ←→ Ostrava |
| Ex2       | Prága – Olomouc – Vsetín / Luhačovice                             | Kétóránként                                              |
| Ex3       | Prága – Pardubice – Brno – Břeclav                                | Óránként                                                 |
| Ex5       | Prága – Ústí nad Labem – Děčín                                    | Kétóránként 1-2 pár                                      |
| Ex6       | Prága – Plzeň – Cheb / Domažlice                                  | Óránként                                                 |
| Ex7       | Prága – Tábor – České Budějovice – Horní Dvořiště / Český Krumlov | Kétóránként 1-2 pár                                      |
| R9        | Prága – Havlíčkův Brod – Brno / Jihlava                           | Kétóránként 1-2 pár                                      |
| R10       | Prága – Hradec Králové – Trutnov / Letohrad                       | Óránként                                                 |
| R15       | Prága – Ústí n. L. – Karlovy Vary – Cheb                          | Kétóránként                                              |
| R16       | Prága – Plzeň – Klatovy – Železná Ruda                            | Kétóránként 1-2 pár                                      |
| R17       | Prága – Tábor – České Budějovice / Třeboň – České Velenice        | Óránként                                                 |
| R18       | Prága – Olomouc – Luhačovice / Veselí nad Moravou / Zlín          | Kétóránként                                              |
| R19       | Prága – Česká Třebová – Brno                                      | Kétóránként                                              |
| R20       | Prága – Ústí nad Labem – Děčín                                    | Kétóránként 1-2 pár                                      |

### Nemzetközi vonatok
| Ország                         | Útvonal/városok                                      | Gyakoriság                                          | Üzemeltető                        |
| ------------------------------ | ---------------------------------------------------- | --------------------------------------------------- | --------------------------------- |
| Szlovákia                      | Pozsony (Brnón át)                                   | Kétóránként 1-2 pár Napi 4 pár                      | České dráhy RegioJet              |
| Szlovákia                      | Pozsony (Olomoucon át)                               | Kétóránként 1 pár                                   | LEO Express                       |
| Szlovákia                      | Zsolna – Poprád – Kassa                              | Napi 3 pár Kassáig, plusz 3 pár Zsolnáig Napi 2 pár | České dráhy LEO Express, RegioJet |
| Szlovákia                      | Nyitra                                               | Napi 2 pár                                          | Arriva                            |
| Magyarország                   | Szob – Nagymaros-Visegrád – Vác – Budapest-Nyugati   | Kétóránként 1 pár                                   | České dráhy                       |
| Magyarország                   | Hegyeshalom – Mosonmagyaróvár – Győr – Budapest-Déli | Napi 2 pár                                          | RegioJet                          |
| Ausztria                       | Bécs – Graz                                          | Kétóránként 1 pár                                   | České dráhy, RegioJet             |
| Ausztria                       | Linz                                                 | Napi 4 pár                                          | České dráhy                       |
| Németország                    | Drezda – Berlin (– Hamburg)                          | Kétóránként 1 pár                                   | České dráhy                       |
| Németország                    | Drezda – Lipcse                                      |                                                     | České dráhy                       |
| Németország                    | Regensburg – München                                 | Kétóránként 1 pár                                   | České dráhy alex                  |
| Lengyelország                  | Katowice – Krakkó illetve Varsó                      | Napi 6 pár                                          | České dráhy                       |
| Fehéroroszország · Oroszország | Minszk – Moszkva-Belorusskaya                        | Heti 1 pár                                          | RŽD                               |
| Svájc                          | Zürich                                               | Napi 1 pár                                          | České dráhy                       |

### Helyi tömegközlekedés
- Metró:  C,  D
- Busz:  905, 907, 908, 911, AE
- Villamos:  5, 9, 15, 26, 95, 98
- Vonat:   S1   R10   R16   R17   R18   R19   S2   R20   R21   R26   S3   S4   R43   R49   S5   S65   S7   S8   S88   S9

## Galéria

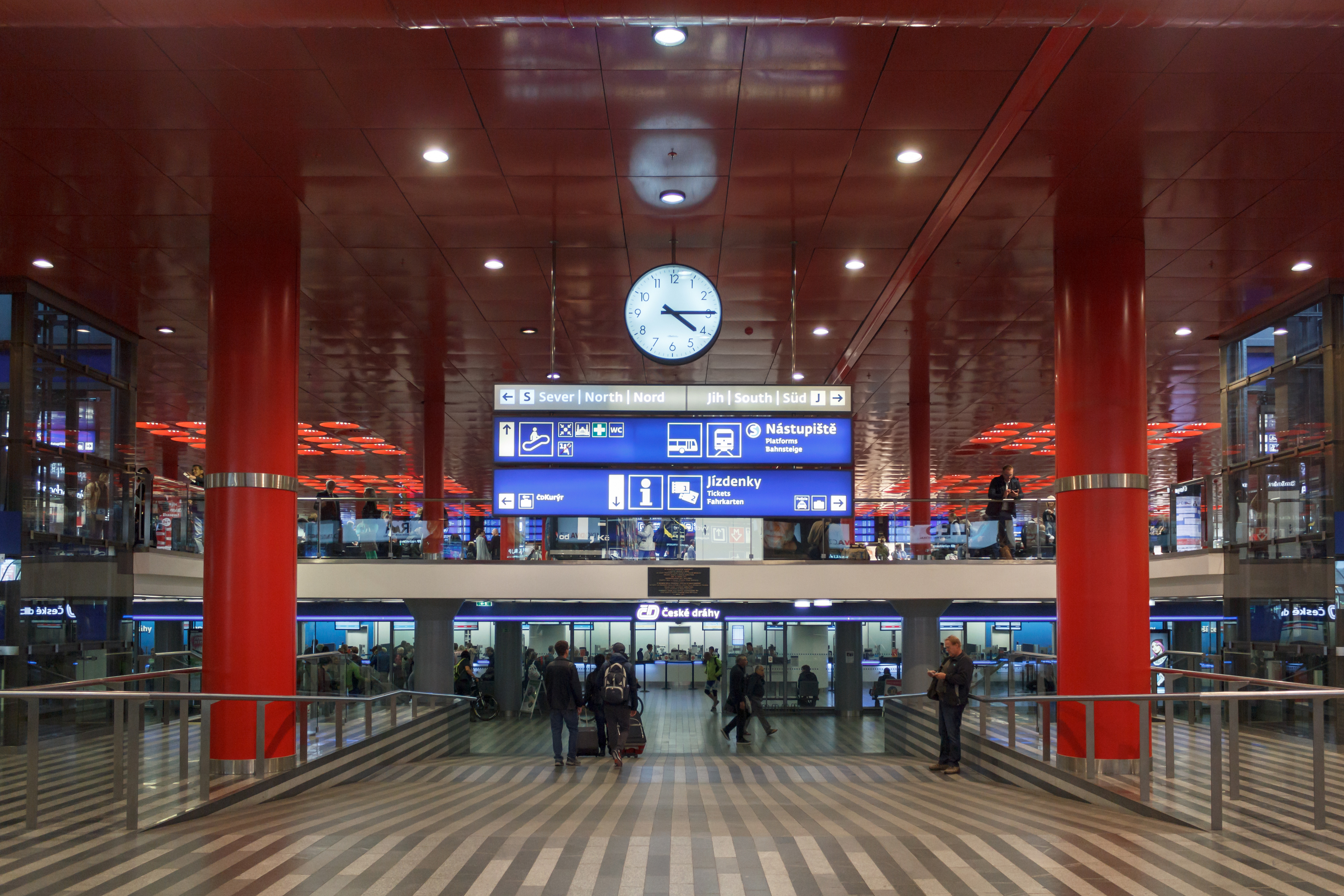
Az új utascsarnok
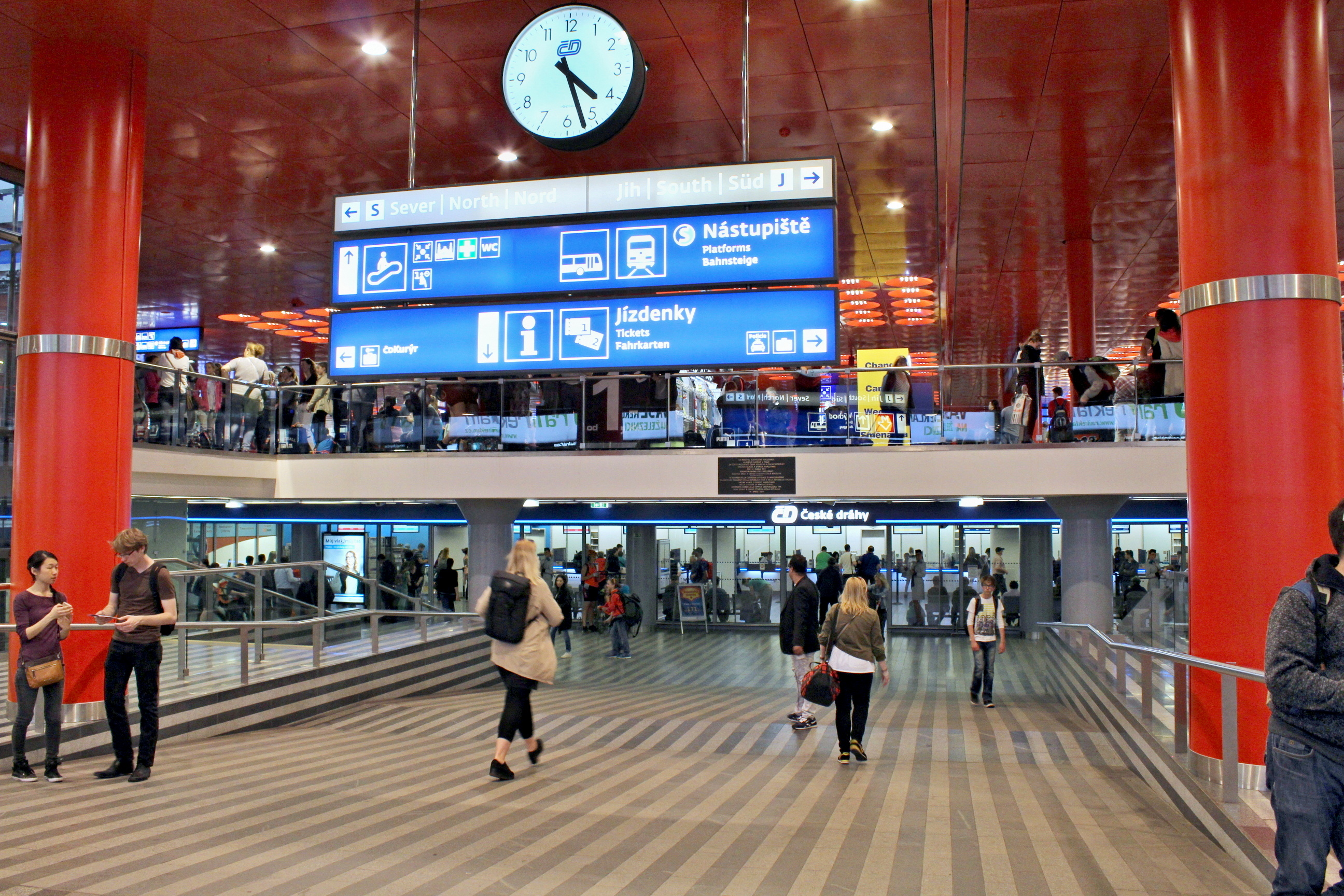
Az új utascsarnok
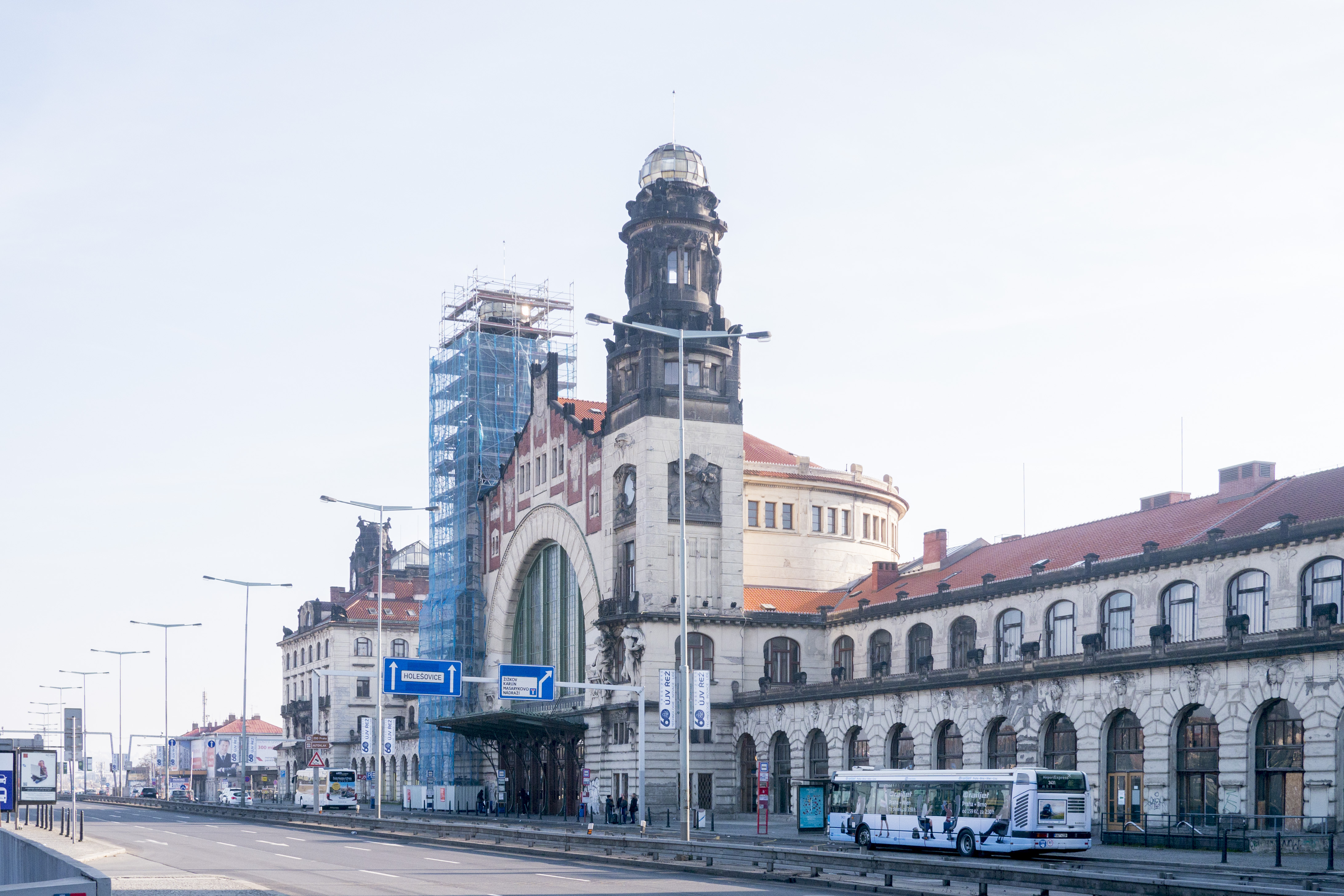
Bejárat a legfelső szinten
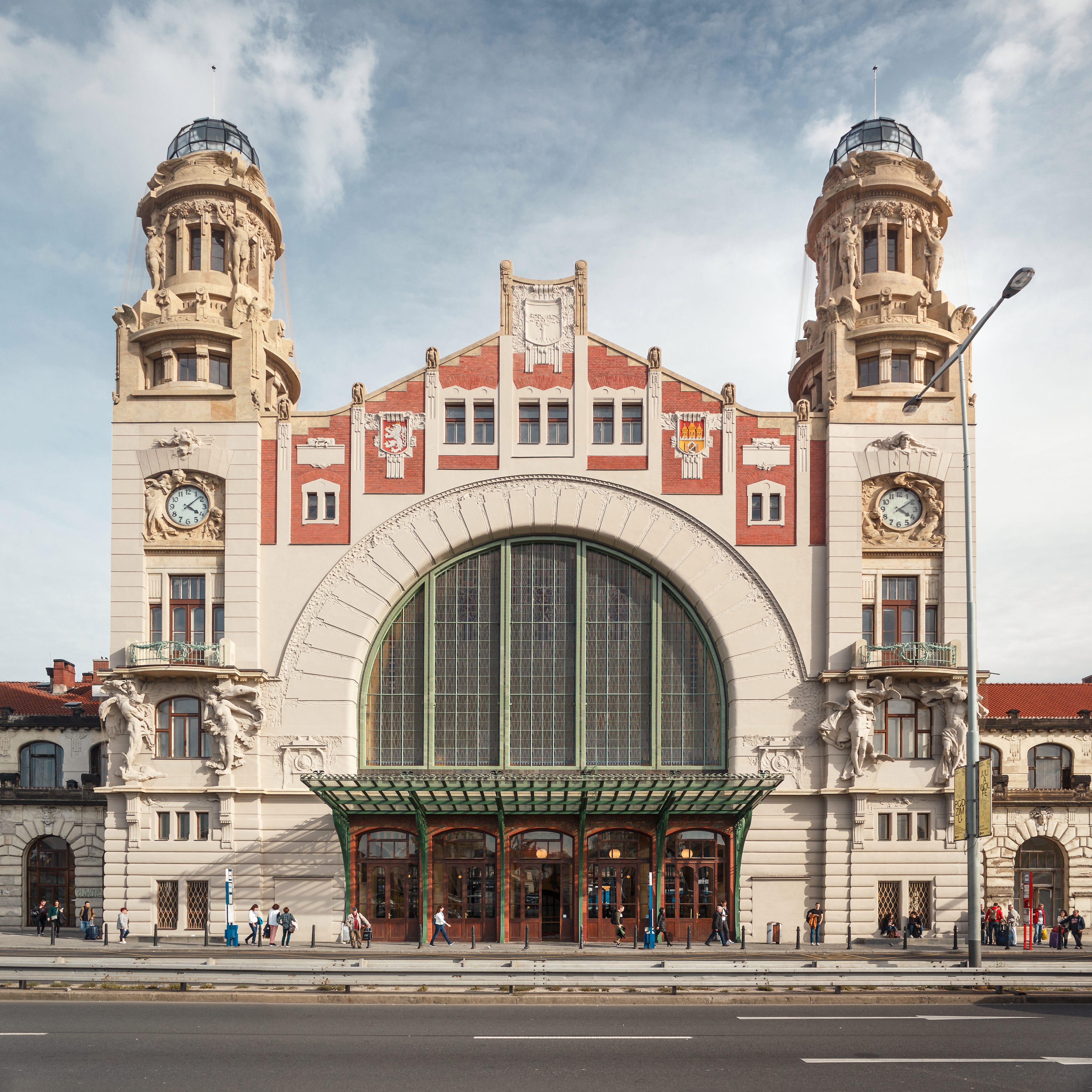
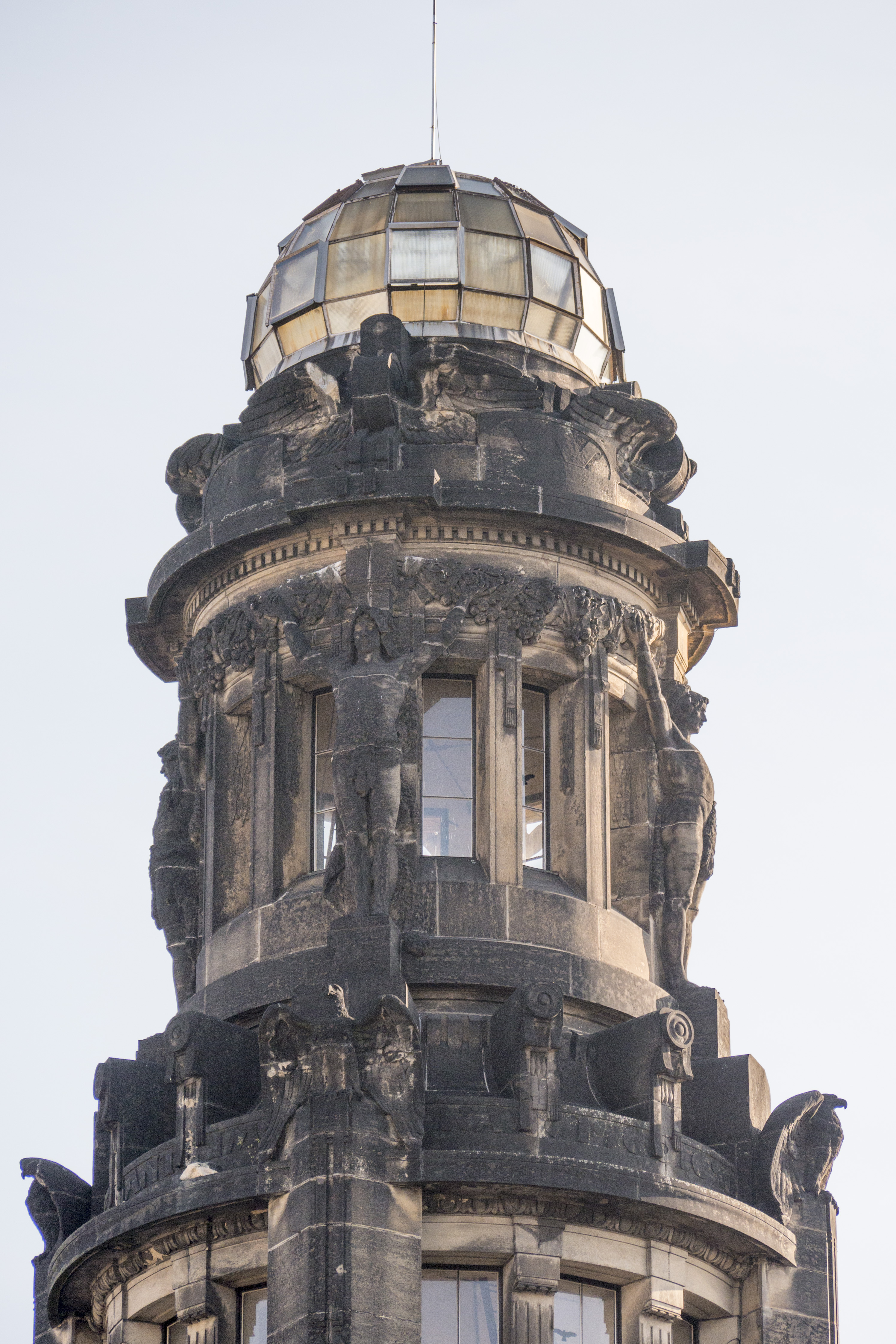
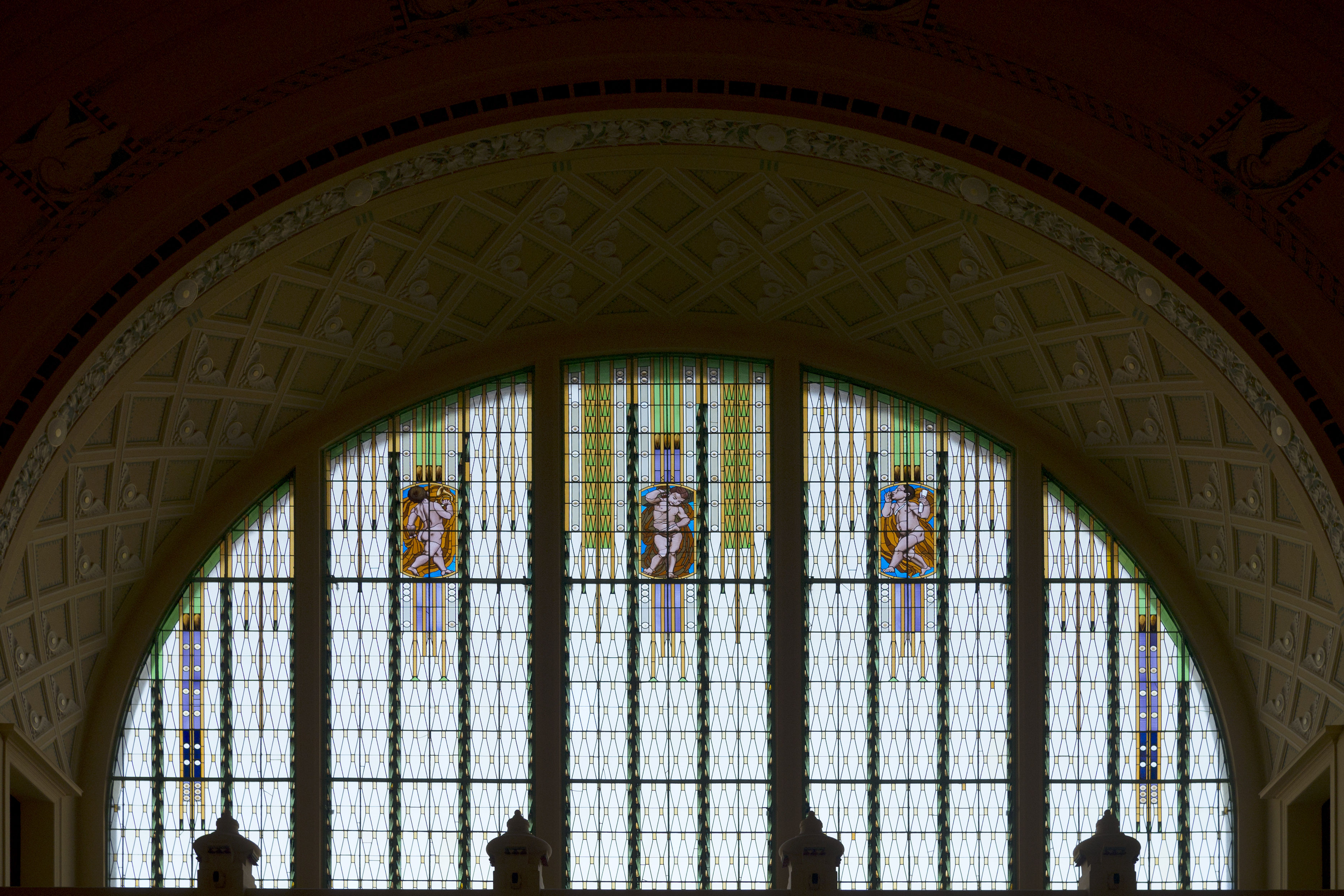
A történelmi bejárat feletti üvegablak
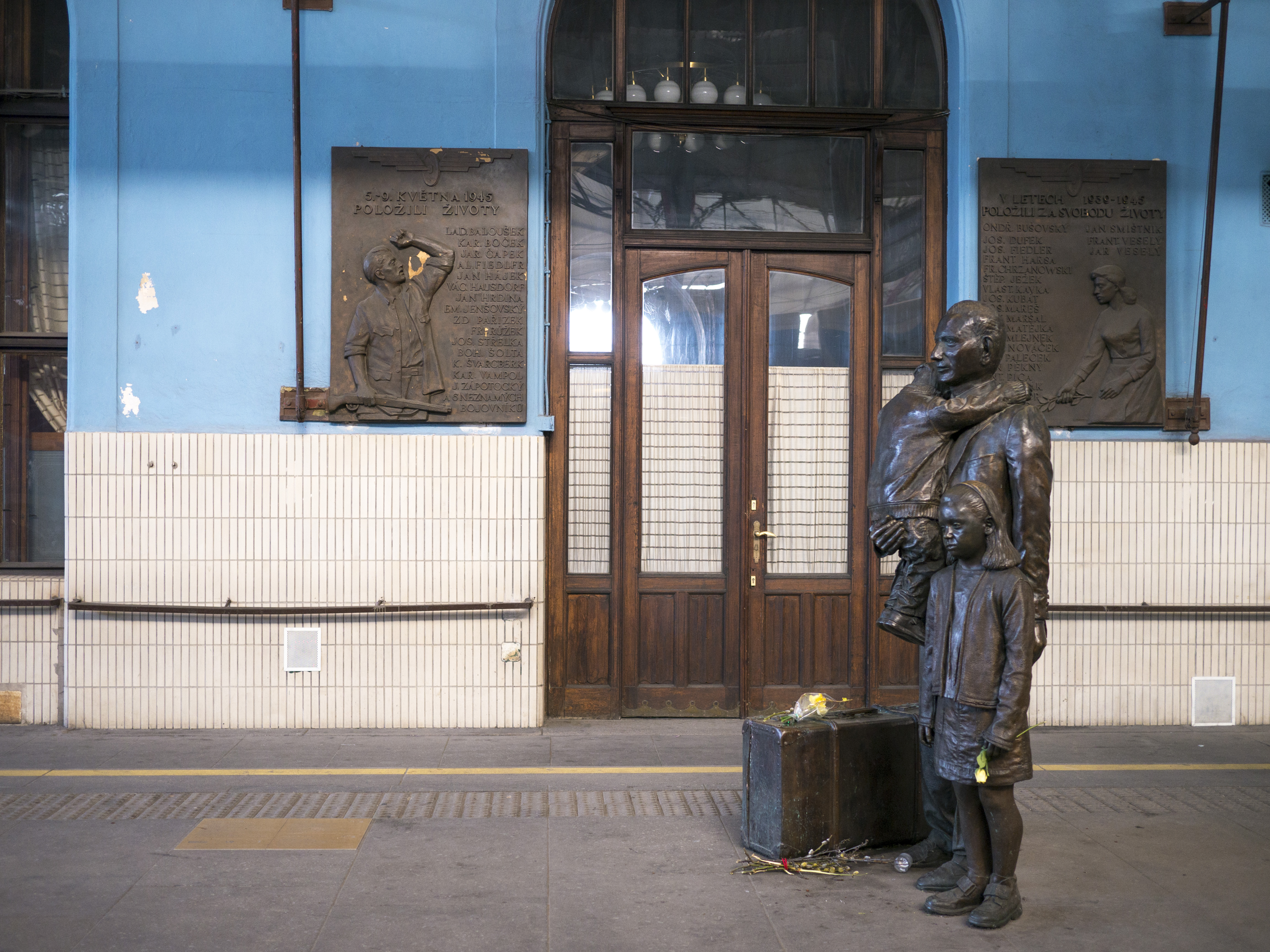
Nicholas Winton szobra
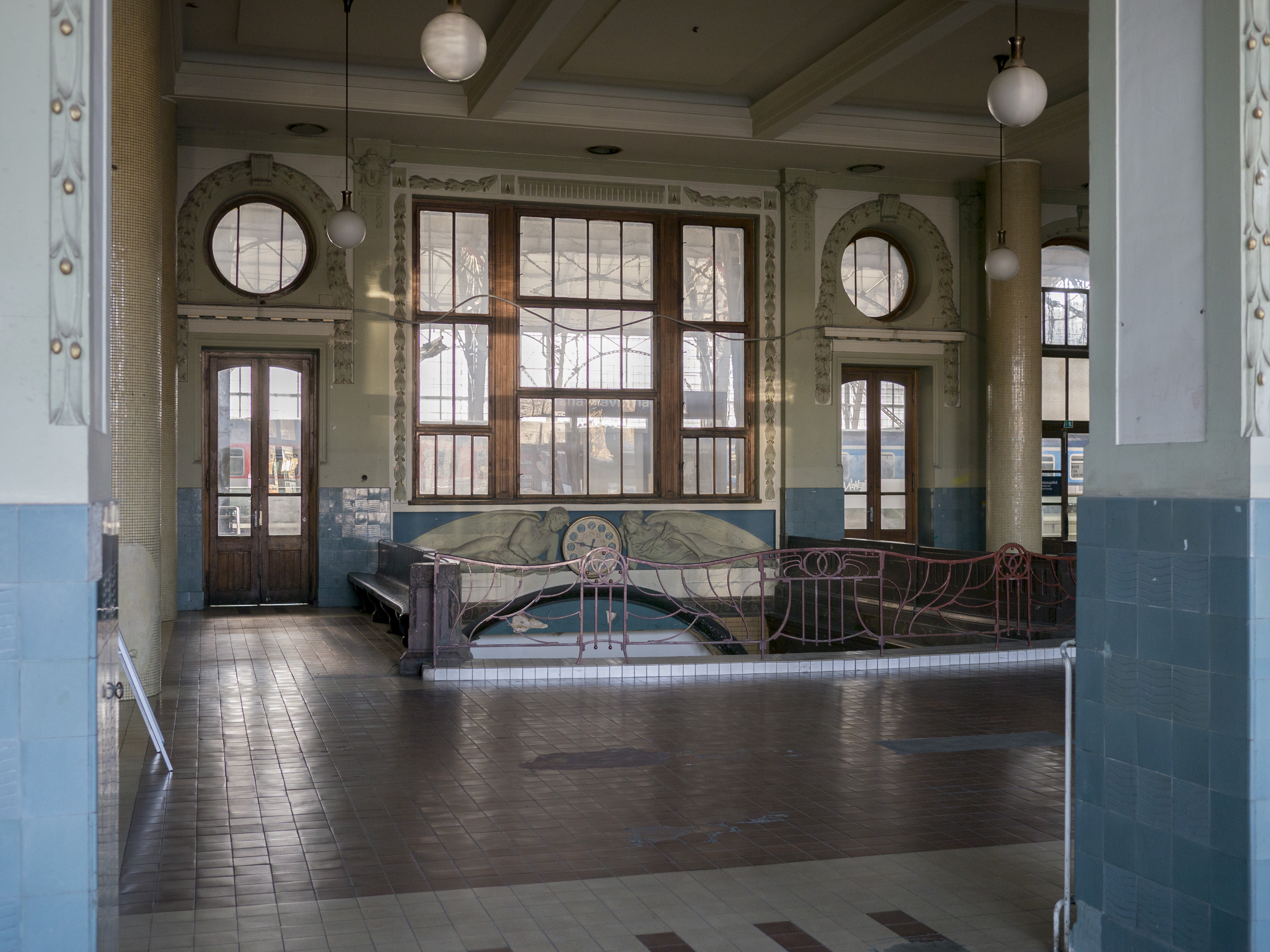
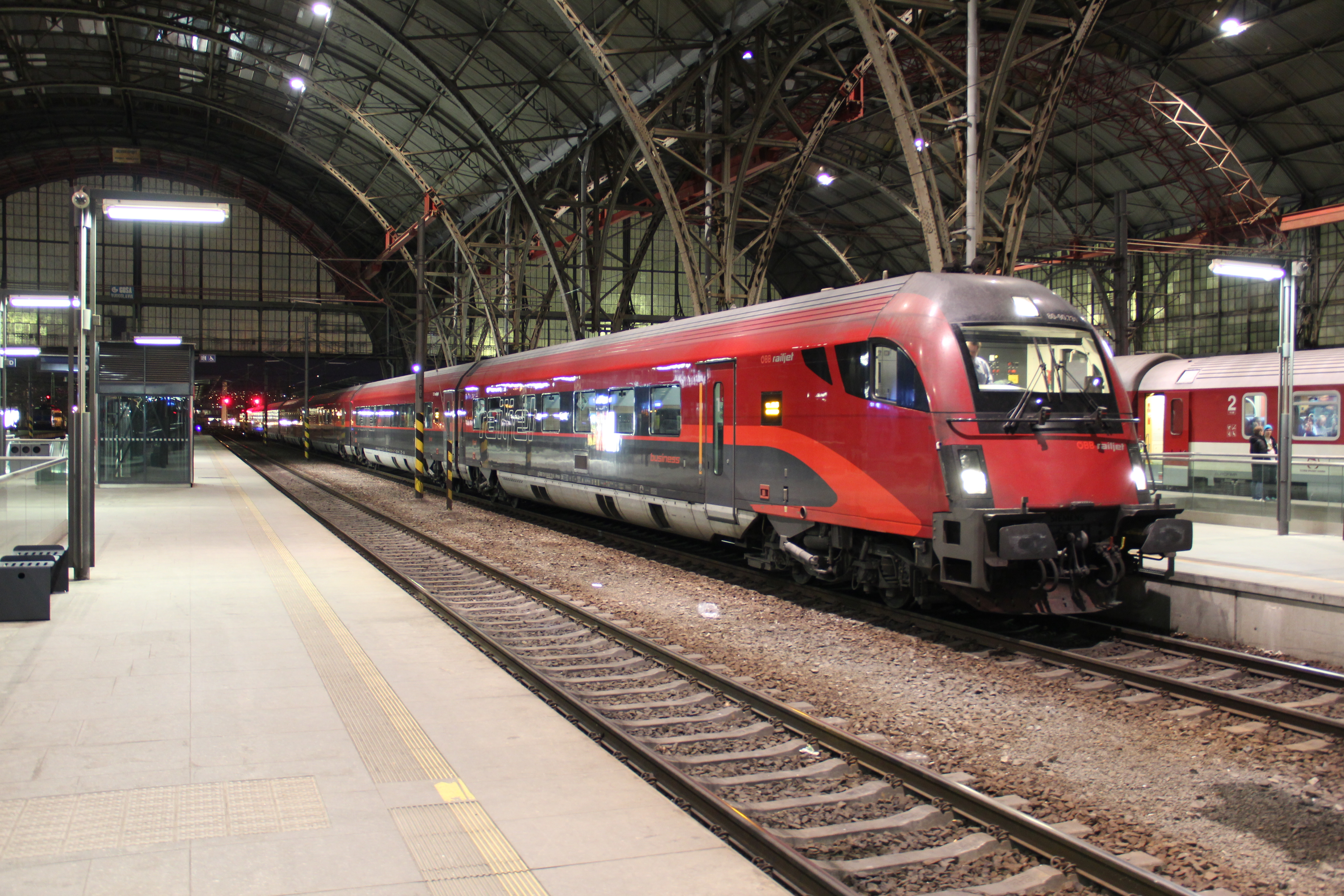
ÖBB Railjet
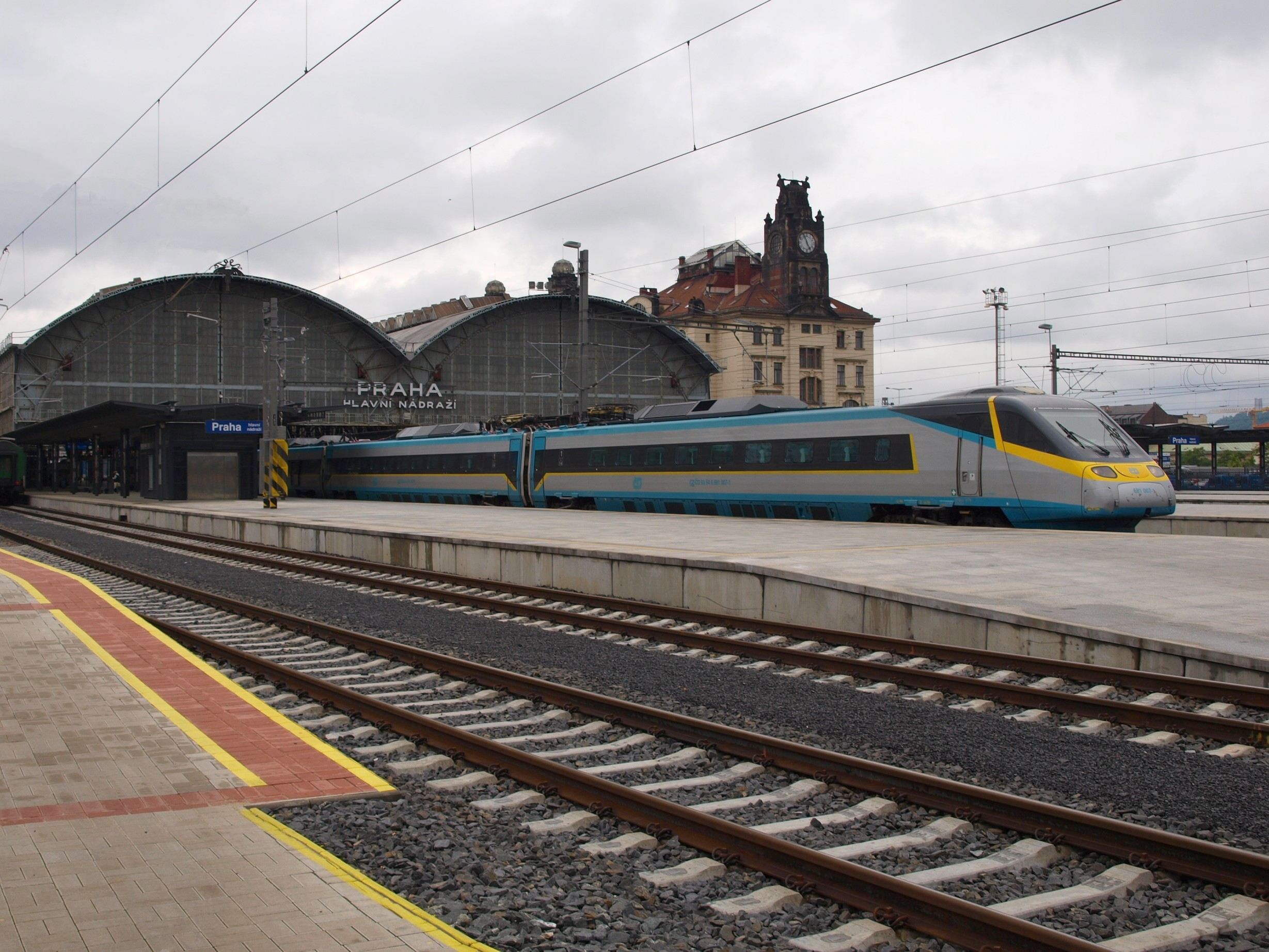
SuperCity Pendolino
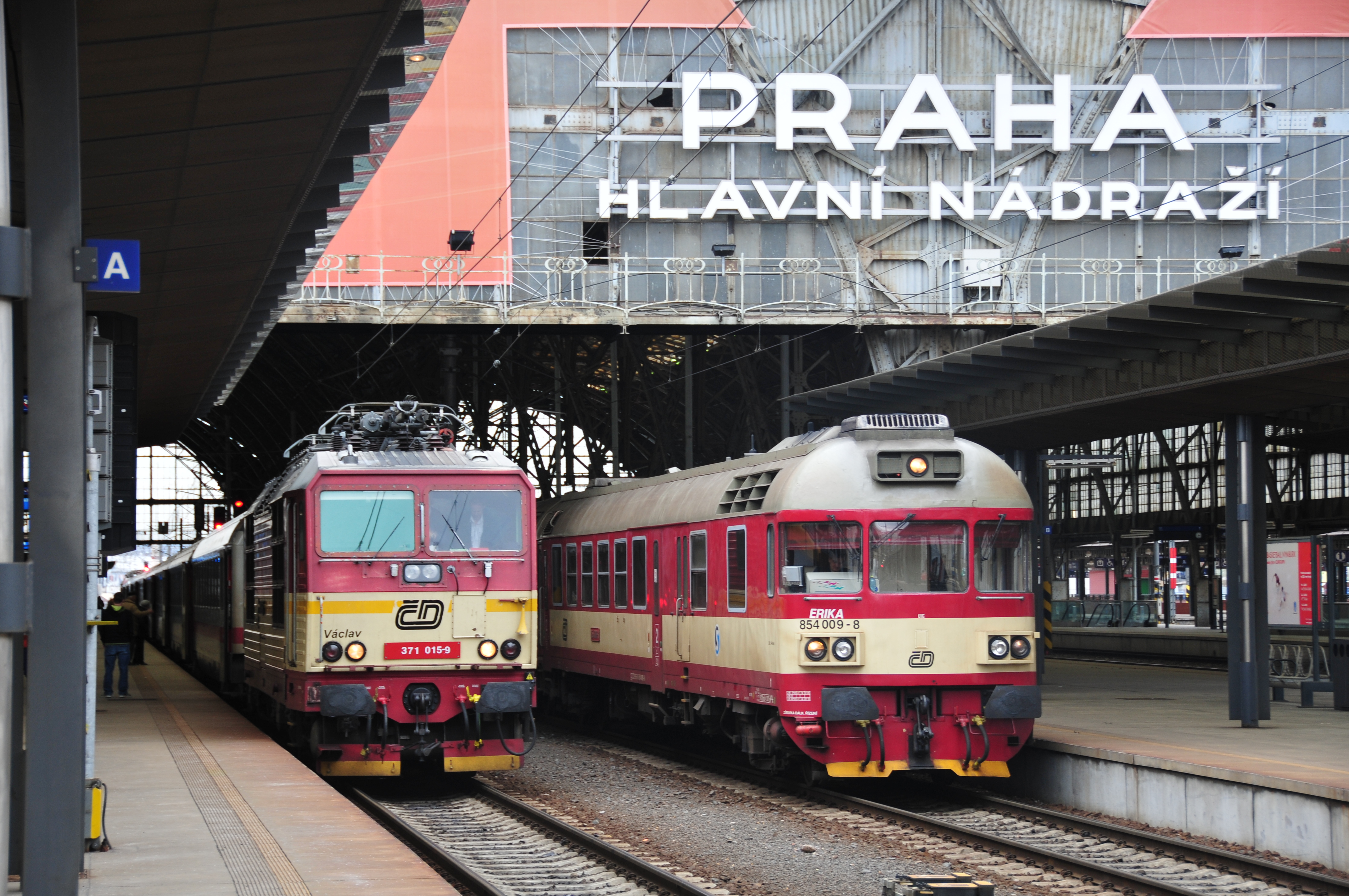
ČD 371 EuroCity vonattal, mellette ČD 854 személyvonattal
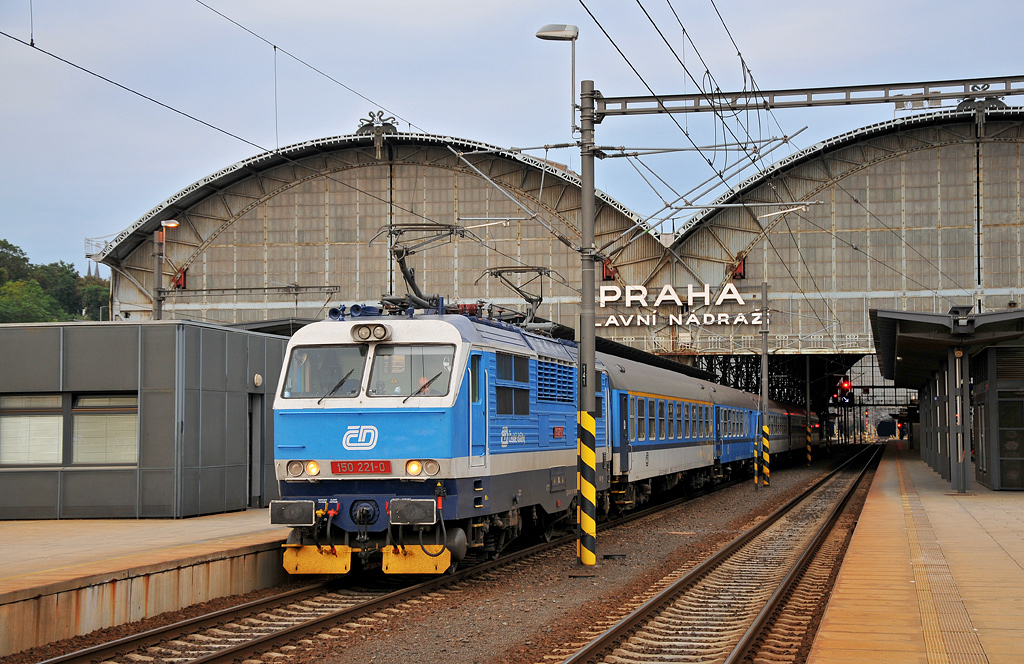
ČD 150
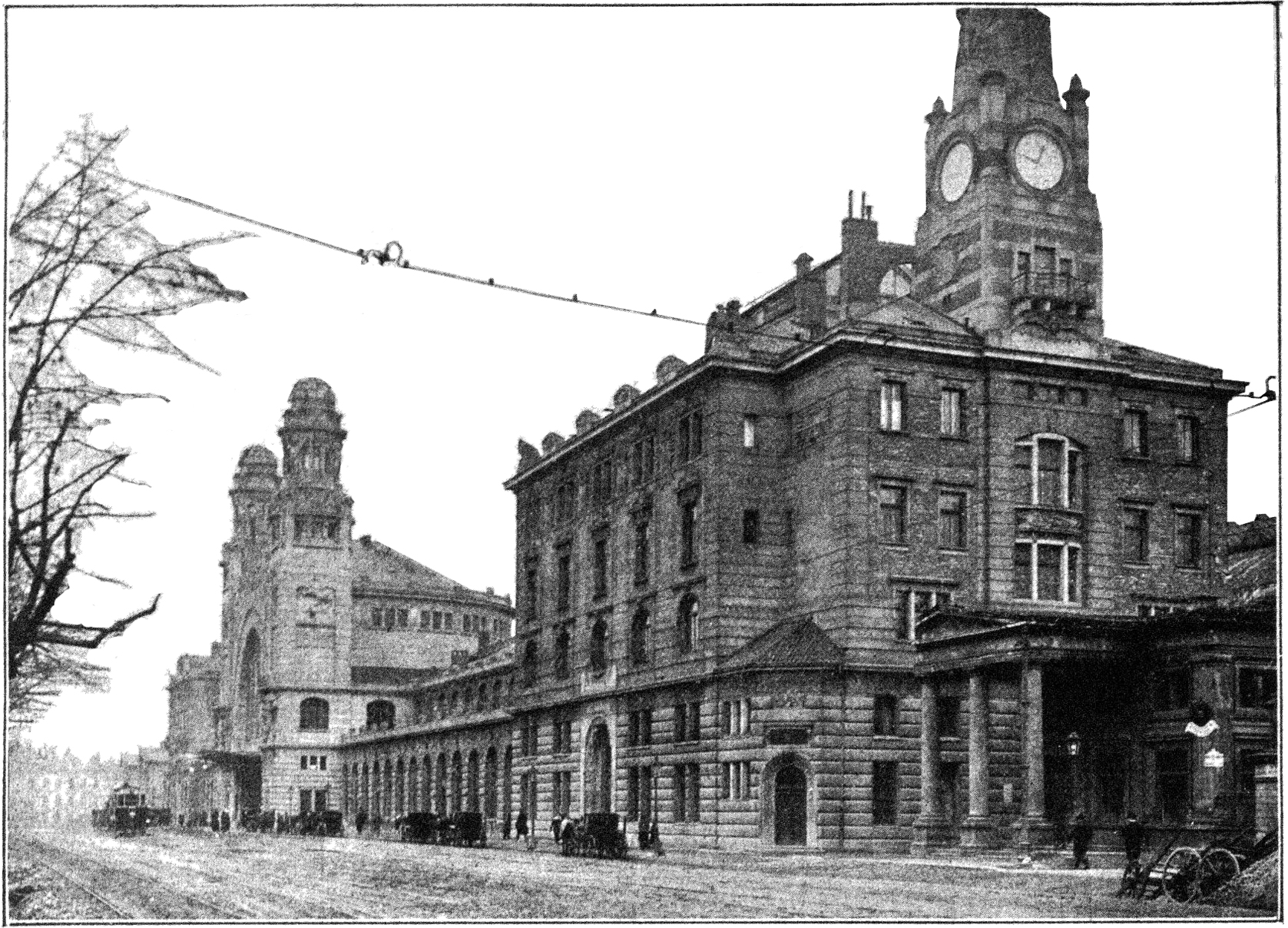
Az eredeti állomásépület (1909)
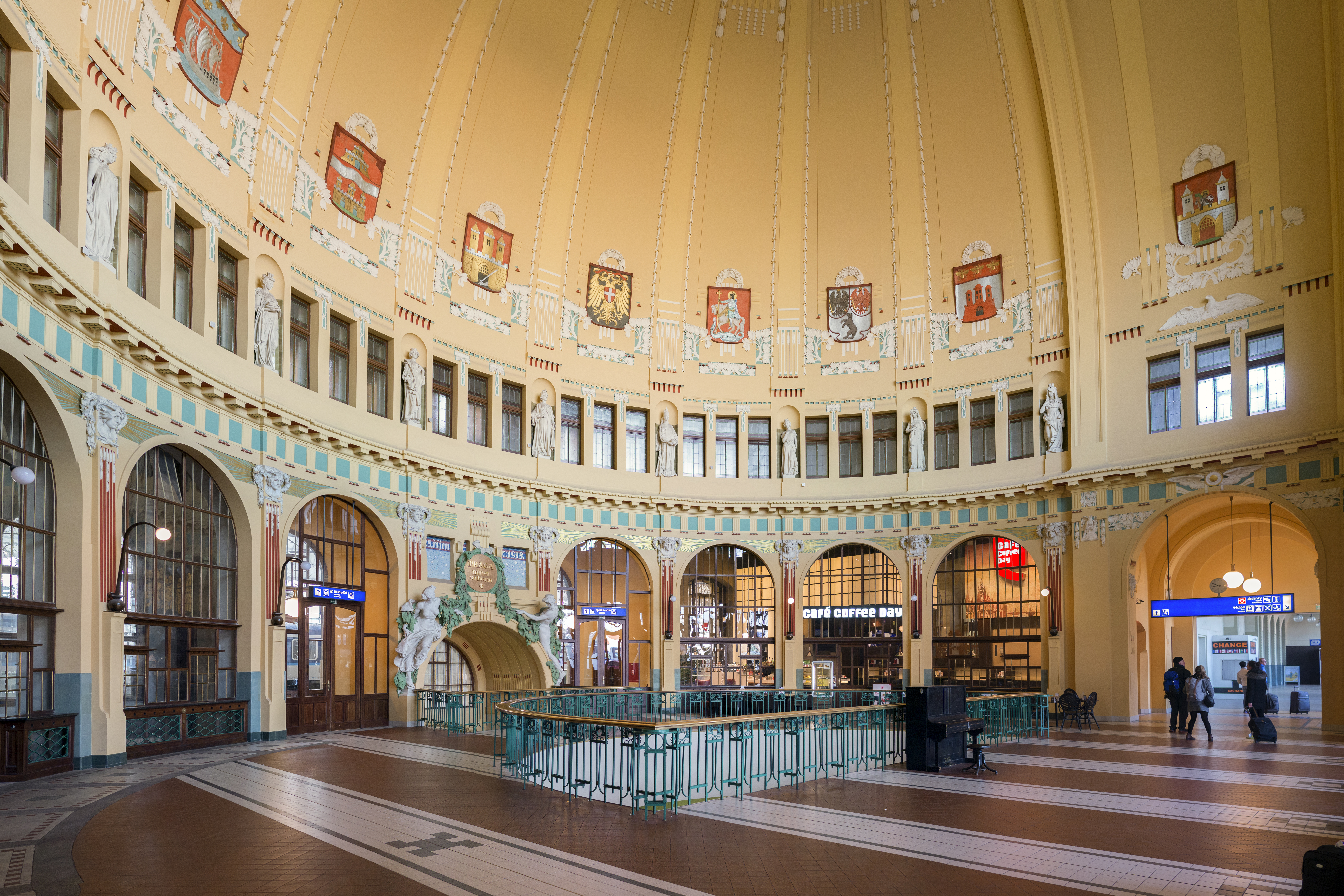
A történelmi állomásépület egy megmaradt része
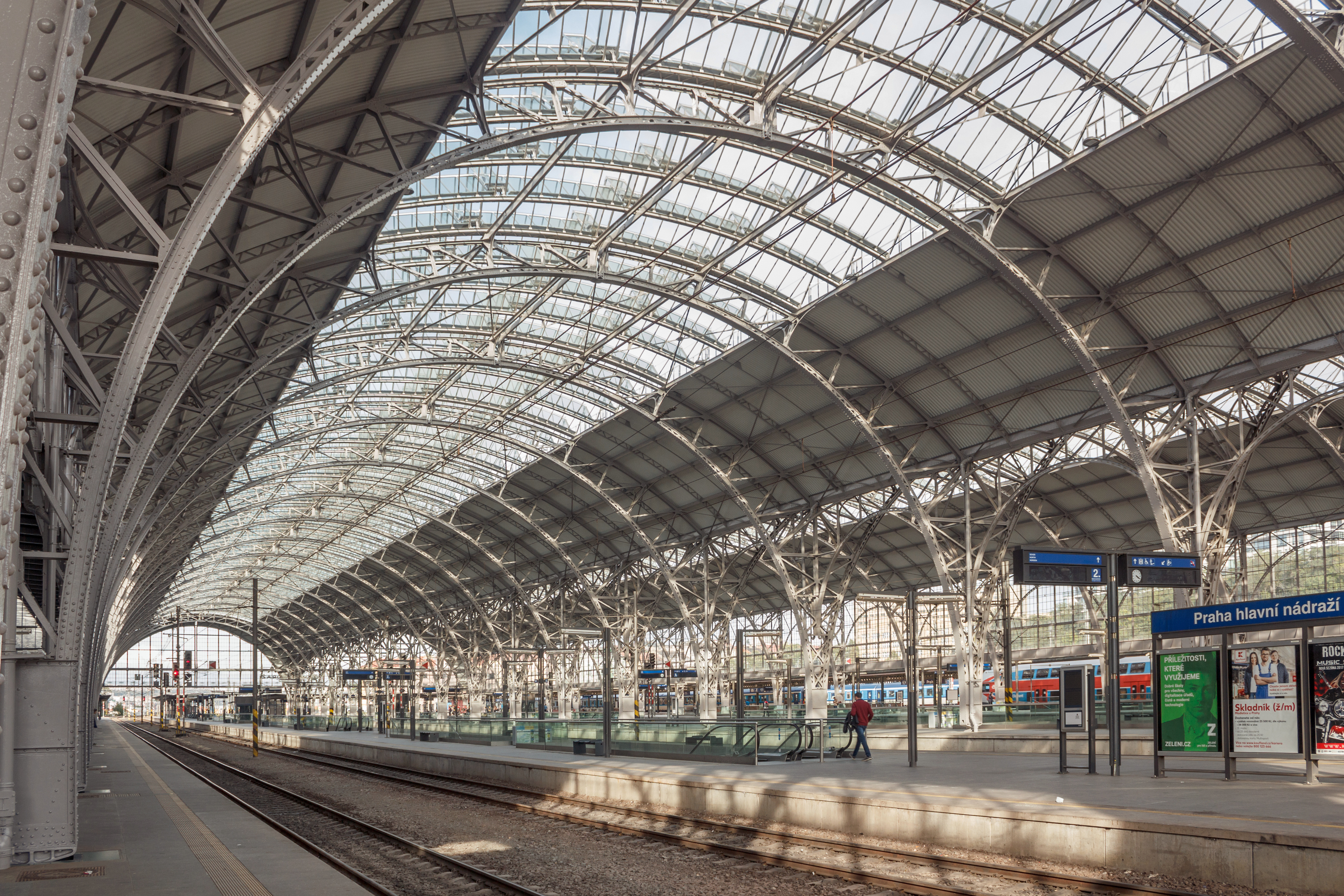
Csarnok
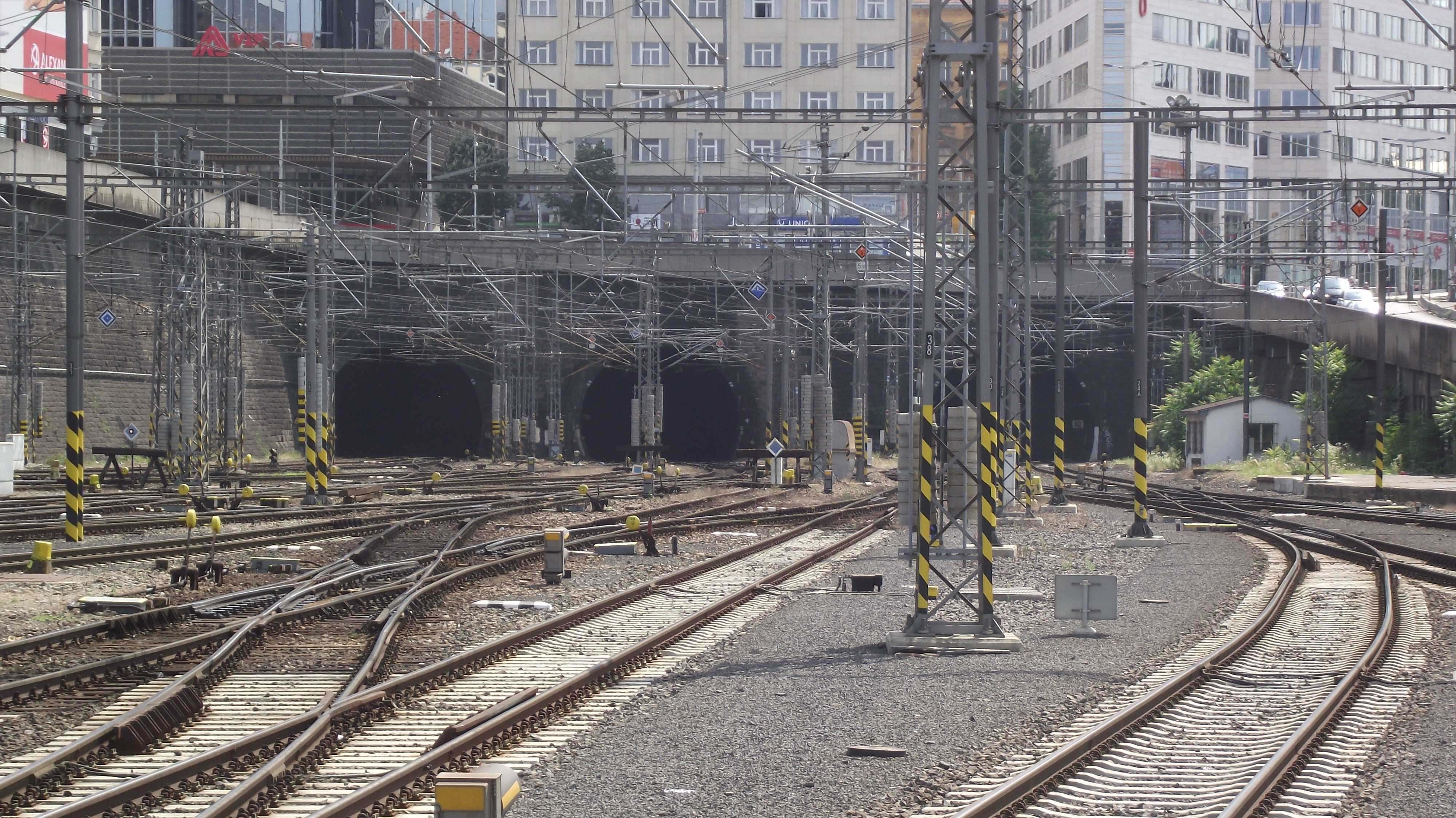
A vágányok folytatása dél felé, át a város alatt
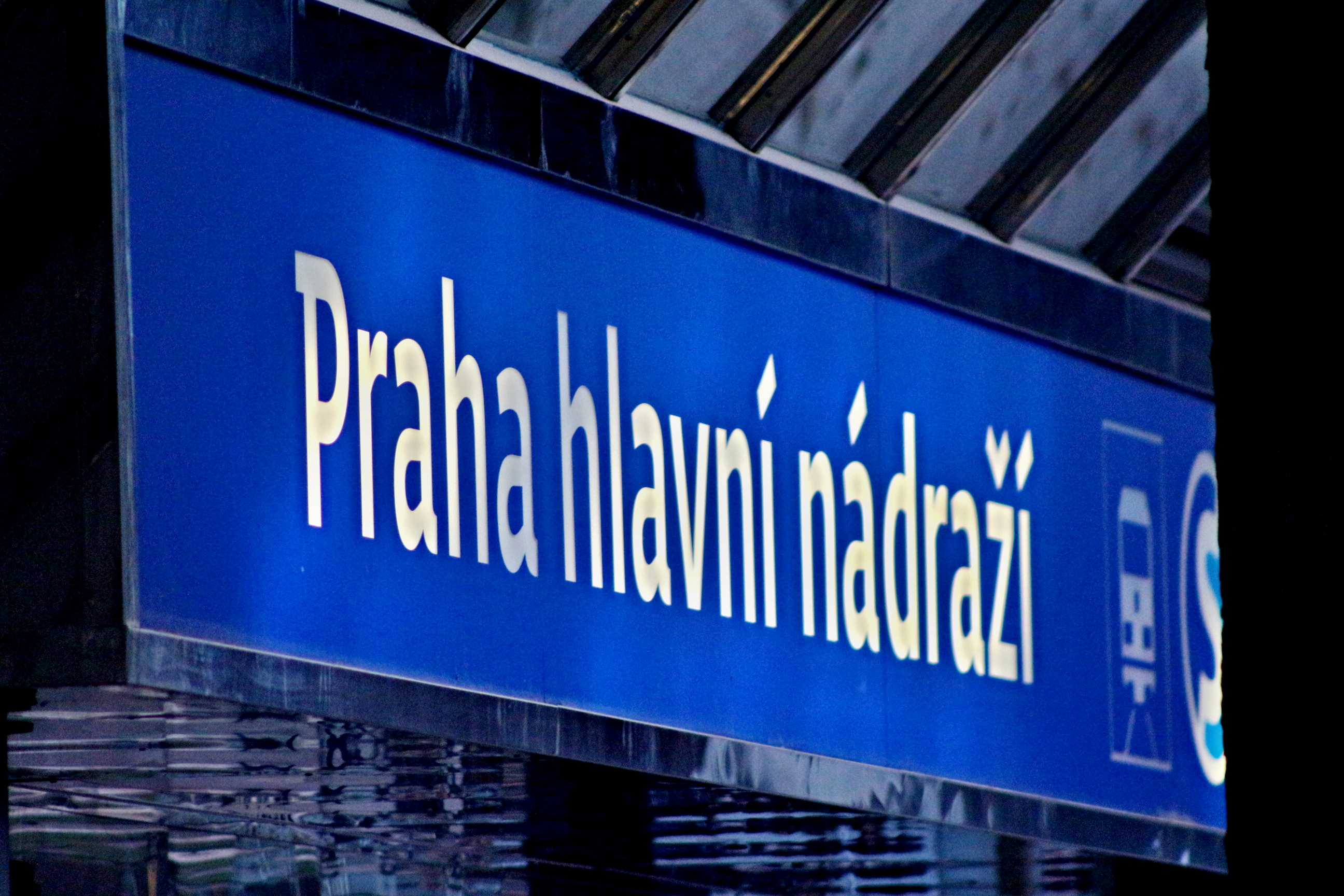
Állomásnévtábla
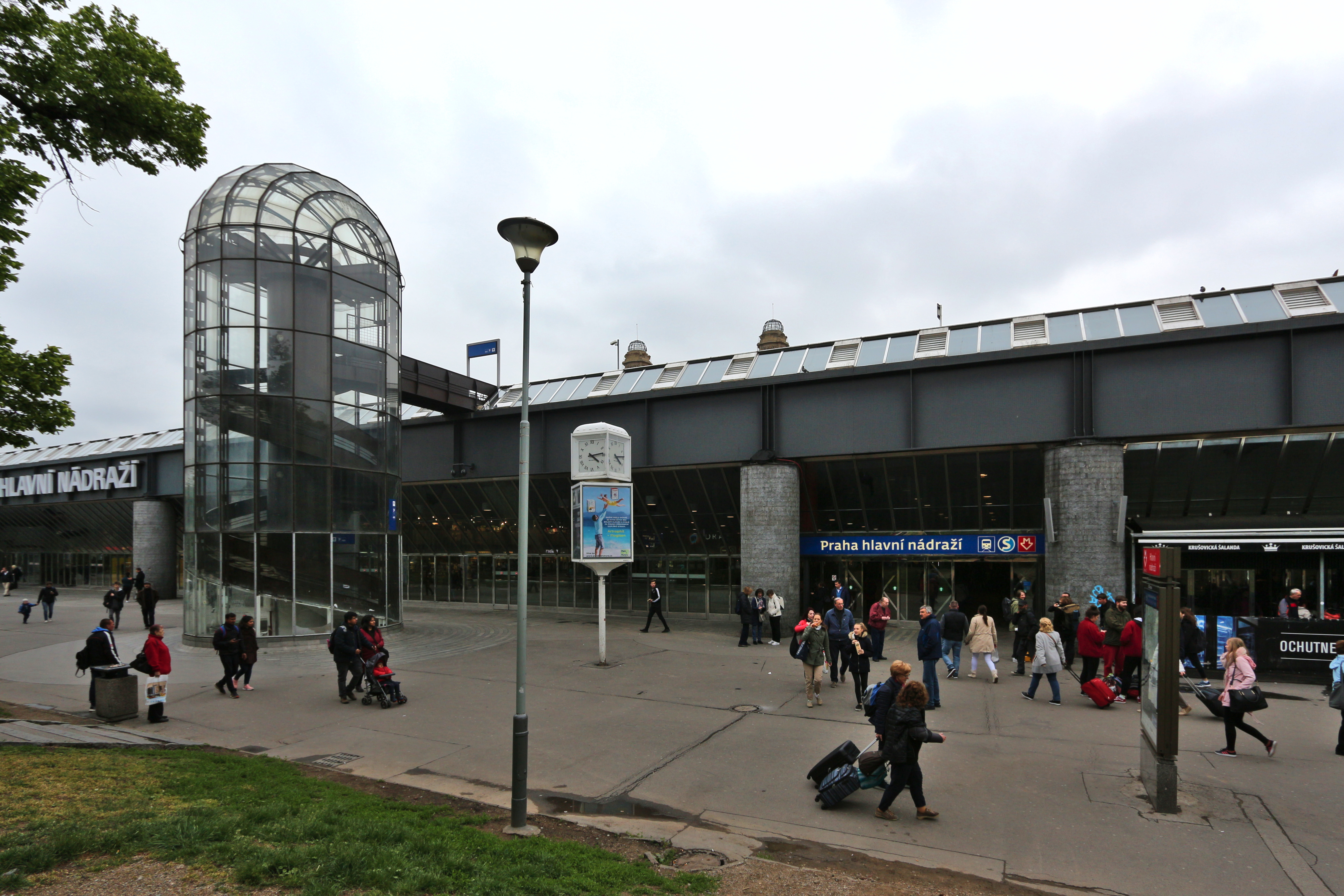
Az utascsarnok "fő"bejárata a Vrchlického sady felől
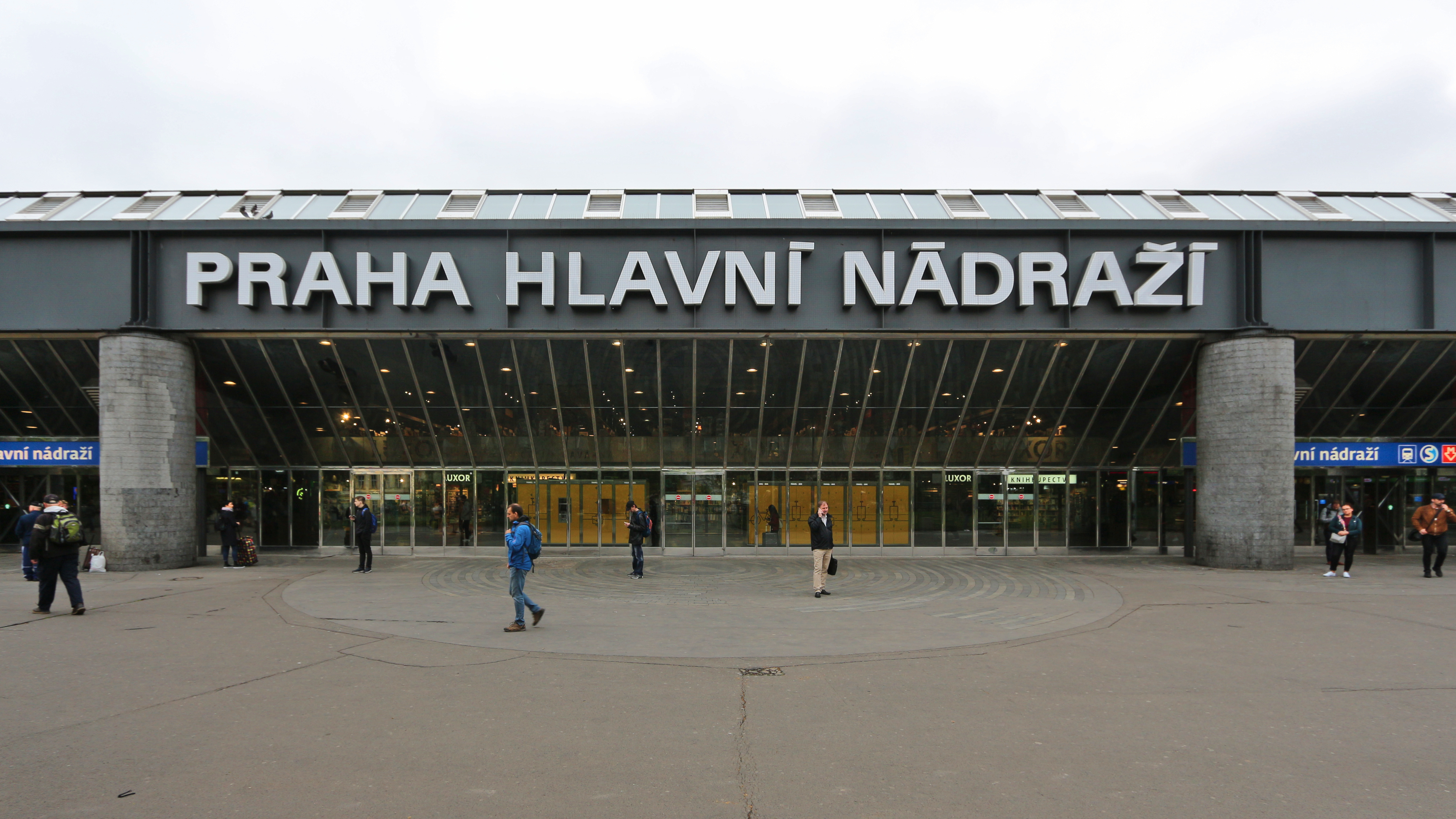
Az utascsarnok "fő"bejárata a Vrchlického sady felől